# Trường Cao đẳng Cộng đồng Đồng Tháp
Trường Cao đẳng Cộng đồng Đồng Tháp (DTCC) là một trường cao đẳng công lập đa ngành tại tỉnh Đồng Tháp. Trường trực thuộc Bộ Lao động- Thương binh và Xã hội (Việt Nam), được thành lập theo Quyết định số 3633/QĐ-BGD&ĐT-TCCB ngày 30 tháng 8 năm 2000 của Bộ Giáo dục và Đào tạo, trên cơ sở sáp nhập và nâng cấp từ các Trung tâm (Đào tạo Bồi dưỡng Tại chức, Ngoại ngữ - Tin học, Hướng nghiệp – Dạy nghề).
Trường Cao đẳng Cộng đồng Đồng Tháp là cơ sở giáo dục công lập, thuộc hệ thống giáo dục quốc dân, với chức năng đào tạo đa cấp, đa lĩnh vực, hướng ứng dụng – nghề nghiệp, phục vụ sự phát triển của tỉnh Đồng Tháp và các tỉnh khu vực Bắc sông Tiền thuộc vùng đồng bằng sông Cửu Long.

## Lịch sử hình thành
Trường Cao đẳng Cộng đồng Đồng Tháp thành lập theo quyết định số: 3633/QĐ-BGD&ĐT-TCCB ngày 31 tháng 8 năm 2000 của Bộ trưởng Bộ Giáo dục và Đào tạo, là một trong sáu trường thí điểm tại sáu tỉnh ở Việt Nam theo những nội dung đã được ký kết giữa chính phủ Hà Lan và chính phủ Việt Nam.
Trường được hình thành trên bốn cơ sở đào tạo trực thuộc UBND Tỉnh và Sở Giáo dục và Đào tạo Đồng Tháp:
- Trung tâm Đào tạo và Bồi dưỡng tại chức.
- Trung tâm Ngoại ngữ và Tin học.
- Trung tâm Kỹ thuật tổng hợp Hướng nghiệp và Dạy nghề Thị xã Cao Lãnh.
- Trung tâm Kỹ thuật tổng hợp Hướng nghiệp và Dạy nghề Thị xã Sa Đéc.

## Chất lượng đào tạo

### Kiểm định chất lượng đào tạo
Trường Cao đẳng Cộng đồng Đồng Tháp đã được quản lý chất lượng theo tiêu chuẩn ISO 9001: 2015 kiểm định và chứng nhận về chất lượng đào tạo hằng năm.

### Đội ngũ giảng viên
Tính đến tháng 11 năm 2018, trường có 173 giảng viên. Trong đó có 4 tiến sĩ, 71 thạc sĩ và 98 giảng viên có trình độ đại học, cao đẳng.

### Chất lượng đầu ra thực tế
| Thời gian khảo sát sau tốt nghiệp | Số SV nhập học | Tỉ lệ có việc làm sau khi ra trường |
| --------------------------------- | -------------- | ----------------------------------- |
| 1 năm                             | 867            | 94,97%                              |

## Các Khoa đào tạo
- Khoa Kỹ thuật - Công nghệ
- Khoa Nông nghiệp - Thủy sản
- Khoa Khoa học Xã hội và Nhân văn
- Khoa Khoa học cơ bản
- Khoa Tại chức

## Các Phòng ban - Trung tâm
- Phòng Tổ chức - Hành chính
- Phòng Công tác chính trị sinh viên
- Phòng Quản lý khoa học và Hợp tác quốc tế
- Phòng Đào tạo
- Phòng Quản trị - Thiết bị - Thư viện
- Phòng Thanh tra
- Phòng Tài vụ
- Phòng Quan hệ doanh nghiệp
- Trung tâm Ngoại ngữ - Tin học

## Đảng - Đoàn thể
- Văn phòng Đảng ủy
- Công đoàn
- Đoàn TNCS HCM

## Thành tích[3]

### Huân chương
- Huân chương Lao động hạng Ba năm 2015.

## Hợp tác quốc tế
Các đối tác hợp tác với Trường Cao đẳng Cộng đồng Đồng Tháp gồm có:
- Wusc (World University Service of Canada)
- US. Consulate General HCMC
- Fulbright, Viet Nam
- Scope Global, Australia
- SJ Vietnam
- AVI (Australian Volunteers International), Australia
- Voluntary Service Overseas (VSO),UK
- Kaplan Brightstar, USA
- Live & Learn, Viet Nam
- Teachers for Vietnam
- Institute Universitaire de Technologie d’Amiens, France
- United States Community Colleges
- Zeeland University, Han, Dronten Agriculture, Holland
- Canadian International Development Agency
- Texas Tech University, USA
- Northwest Wyoming College, USA
- Mohawk Valley Community College, USA
- University Preparation College, Australia